# 호리카와 료
호리카와 료(일본어: 堀川りょう, 1958년 2월 1일 ~ )는 일본의 남자 성우다. 본명은 호리카와 마코토(일본어:  堀川亮)이다.

## 출연작

### 텔레비전 애니메이션
1984년
- 몽전사 윙맨 - 히로노 켄타

1989년
- 드래곤볼 Z - 베지터 / 베지트 / 오지터

1993년
- 검용전설 야이바 - 오니마루 타케시
- 유유백서 - 카라스

1996년
- 드래곤볼 GT - 베지터 / 오지터

1997년
- 명탐정 코난 - 핫토리 헤이지

2003년
- 디지몬 테이머즈 - 마쿠라몬

2010년
- 드래곤볼 카이 - 베지터 / 베지트 / 오지터

2015년
- 드래곤볼 Super - 베지터 /  오지터

### 극장판 애니메이션
2016년
- 명탐정 코난 에피소드 “원” 작아진 명탐정 - 핫토리 헤이지

2017년
- 명탐정 코난: 진홍의 연가 - 핫토리 헤이지

2018년
- 드래곤볼 슈퍼: 브로리 - 베지터

2024년
- 명탐정 코난: 100만 달러의 오릉성 - 핫토리 헤이지